# H’Artcore
H’Artcore ist ein 1981 von H’Art veröffentlichter Sampler mit verschiedenen Punkbands aus dem Ruhrgebiet, auf dem einige Größen der lokalen Punkszene wie Bluttat oder Upright Citizens vertreten waren. 1999 wurde der Sampler von Teenage Rebel Records wiederveröffentlicht. Der Name der Kompilation ist ein Wortspiel und bezieht sich auf die auf dem Album vertretene Musik, die damals noch als Hardcore Punk bezeichnet wurde, da es den Begriff Deutschpunk noch nicht gab.

„Der etwas seltsame Titel ergibt sich aus dem Namen des damaligen Labels H’Art und dem 1981 noch neuen Begriff Hardcore, welcher in jener Zeit für härteren, schnelleren Punk wie hier auf dem Sampler stand (den Ausdruck Deutschpunk gab es noch nicht). Tja, so war das damals ...“

## Titelliste
1. Corny Various – Verfolgt
2. Clox – 17/Rebel Song
3. Bluttat – Ich will hier raus
4. Upright Citizens – Fuck the Army
5. Die Phantastischen 3 – New Wave Takt
6. Abfluss – Dosenbier
7. Fluchtversuch – Deutschland
8. N.D.R. – Braune Schweine
9. Hecktor – Reinol
10. Suff – Arbeitsamt
11. Bluttat – Mikel
12. Fluchtversuch – Bonzen
13. Corny Various – Luftballon
14. Luzibaer – Du traust dich nicht
15. Idiots – Stadion
16. Abfluss – Politiker
17. Eklatant AB – Natur
18. Suff – Alkohol